# Джеймс Кронин
 Джеймс Уотсън Кронин (на английски: James Watson Cronin) е американски физик, носител на Нобелова награда за физика за 1980 г.

## Биография
Роден е на 29 септември 1931 г. в Чикаго, Илинойс. Учи в Югоизточния методистки университет в Далас, Тексас, а докторска дисертация защитава през 1955 г. в Чикагския университет. През 1958 става професор в Принстън. Същата година се присъединява към Националната лаборатория Брукхейвън.
През 1964 г. заедно със своя колега Вал Логсдън Фич открива асиметрия в поведението на неутралния каон и неговата античастица, което му донася и Нобеловата награда.
Днес Кронин е почетен професор на Чикагския университет и говорител на обсерваторията „Пиер Оже“, насочена към наблюденията на космически лъчи с висока енергия.